# La responsabilidad de los intelectuales

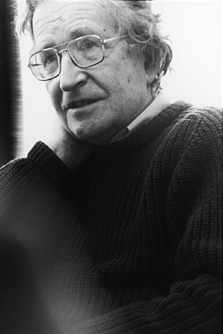
Photograph of Noam Chomsky- 27 de abril de 2005

La Responsabilidad de los Intelectuales (en inglés: The Responsibility of Intellectuals) es un ensayo escrito por el académico estadounidense Noam Chomsky, el cual fue publicado el 23 de febrero de 1967, como suplemento especial para el New York Review of Books.
El artículo fue escrito durante el transcurso de la Guerra de Vietnam, a medida que los reportes de violaciones a los derechos humanos habían retornado a los Estados Unidos, y como la guerra se iba convirtiendo en un atolladero. Un ataque hacia la cultura intelectual de los EE. UU., Chomsky argumenta de que está en gran medida subordinada por el poder. Es particularmente crítico hacia los cientistas sociales y tecnócratas, quienes, en su opinión, proporcionaban una justificación seudocientífica hacia los crímenes de Estado relacionados con la Guerra de Vietnam. Señala que aquellos que se opusieron a la guerra por razones morales en lugar de razones técnicas son "a menudo psicólogos, matemáticos, químicos, o filósofos, (...) en vez de personas con contactos de Washington, quienes, por supuesto, se da cuenta de que 'si hubieran tenido una nueva y buena idea sobre Vietnam, ellos tendrían un pronta y respetuosa audiencia' en Washington."
El tema fue inspirado por los artículos de Dwight Macdonald, publicados después de la Segunda Guerra Mundial quién "realiza la pregunta: ¿En qué medida los alemanes y japoneses fueron responsables de las atrocidades cometidas por sus gobiernos? Y, con toda propiedad (...) nos devuelve la pregunta: ¿Hasta qué punto los británicos y estadounidenses son responsables de los atroces bombardeos terroristas hacia civiles?, perfeccionados como una técnica de combate por las democracias occidentes, y alcanzando su culminación en Hiroshima y Nagasaki, seguramente uno de los crímenes más indescriptibles de la historia."
El artículo llevó a Chomsky a la atención pública, como uno de los principales intelectuales estadounidense en el movimiento contra la Guerra de Vietnam.

Permitenme finalmente regresar a Dwight Macdonald y la responsabilidad de los intelectuales. Macdonald cita una entrevista con un pagador de los campos de la muerte, que rompió en lágrimas cuando los rusos le dijeron que lo iban a ahorcar. "¿Por qué deberían ellos? ¿Qué he hecho?" él preguntó. Macdonald concluyó: "Solo aquellos que están dispuestos a resistirse a la autoridad por su propia cuenta, cuando estos también se enfrentan con sus propios códigos morales personales, solo ellos tienen el derecho de condenar al pagador de los campos de la muerte." La pregunta, "¿Qué he hecho?" es algo que bien podríamos preguntarnos, mientras leemos cada día nuevas atrocidades en Vietnam — mientras creamos, hablamos, o toleramos las decepciones que estamos usando para justificar la próxima defensa de la libertad.
Chomsky, "La Responsabilidad de los Intelectuales" 1967